# Leninismo

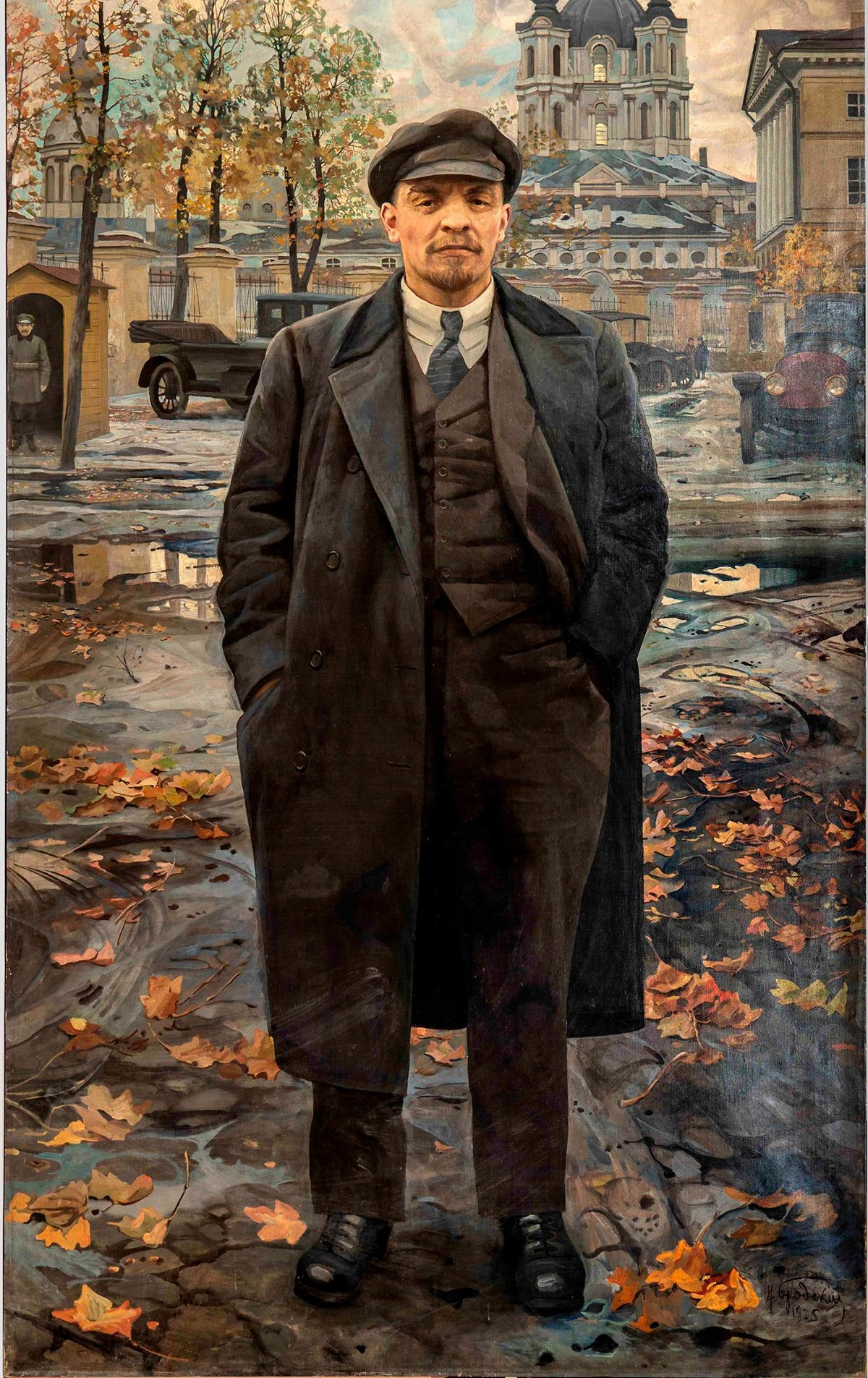
Pintura de Lenin no Instituto Smolny

O termo leninismo  é utilizado para designar a corrente política surgida pelo rompimento político com o economicismo da social-democracia europeia no começo do século XX. Apesar de levar o nome de seu principal fundador, o leninismo também carrega contribuições de revolucionários como Grigory Zinoviev (por formular junto com Lenin a teoria do desenvolvimento desigual) e Lev Kamenev.
Lenin procurou adaptar a teoria marxista do século XIX à realidade do século XX e foi um dos principais teóricos marxistas e o principal líder da Revolução Bolchevique de 1917, na Rússia.
Após a Revolução de Outubro de 1917, o leninismo foi a versão dominante do marxismo na Rússia, e em seguida, a ideologia oficial do estado na República Socialista Federativa Soviética Russa (RSFSR), antes de sua fusão unitária para a União Soviética (URSS), em 1922. Além disso, no período pós-Lenin na Rússia, Josef Stalin integrou o leninismo na economia marxista, e desenvolveu o marxismo-leninismo, que, em seguida, tornou-se a ideologia de Estado da URSS.

## Adaptação do marxismo ao período imperialista
Karl Marx defendia a revolução do proletariado contra a burguesia, a tomada do poder e a construção de uma sociedade comunista. Marx dizia que isto só seria possível em um país onde o capitalismo já estivesse em um estágio avançado e onde o operariado, trabalhadores da indústria, tivesse uma mentalidade revolucionária. Essas concepções vinham do fato de que apenas num país onde o proletariado adquirisse uma consciência revolucionária, poder-se-ia concretizar o levante que criaria a ditadura do proletariado.
A Segunda Internacional, organização herdeira do marxismo e liderada por Karl Kautsky, defendia uma linha economicista, na qual a contínua luta da classe trabalhadora por melhores salários e condições de trabalho levá-los-ia a uma consciência revolucionária. Para os países atrasados, o kautskismo defendia o etapismo, no qual uma revolução liderada pela burguesia nacional, estabeleceria a condição prévia para uma revolução proletária num futuro incerto.
A formulação de Lenin das leis do período histórico do imperialismo, no qual a maioria dos países são explorados por alguns poucos (imperialistas), combate essa concepção de evolução capitalista igual de todos os países do mundo. Este pensamento está expresso principalmente no livro Imperialismo: Fase Superior do Capitalismo. Para ele, essa linha não se aplicaria aos países de industrialização tardia, onde apenas o proletariado poderia cumprir as tarefas antes designadas como da revolução burguesa, como a reforma agrária, o fim do imperialismo, as condições básicas de educação, saúde, etc. Da mesma forma, combatia a visão da social democracia, na qual a rotina da classe operária em suas lutas econômicas poderia determinar uma consciência revolucionária de maneira objetiva. Para Lenin, adquirir essa consciência revolucionária dependia de um fator subjetivo, a intervenção do partido revolucionário nas massas.
De certa forma, Lenin resolve um problema que Marx deixa em aberto. No modo de produção capitalista, a classe trabalhadora é condicionada a uma progressiva alienação de suas potencialidades, tanto pelo papel no qual é forçada a se enquadrar no trabalho (alienação do trabalho intelectual), quanto pelos meios de comunicação, pelas religiões, etc. Um partido composto por toda a classe trabalhadora, no formato dos partidos da Segunda Internacional, tendia, em momentos de contra-revolução, a adquirir um caráter rebaixado, que reproduzia a alienação de grande parte da classe. Foi o que aconteceu na Primeira Guerra Mundial, na qual todos os partidos social-democratas da Europa se voltaram para o campo nacional para apoiar suas burguesias, esquecendo-se do internacionalismo operário e caindo num nacionalismo chauvinista típico de uma influência burguesa na classe operária.
A solução de Lenin foi a constituição de um partido centralizado, baseado na defesa de um programa revolucionário, no qual só seria permitida a entrada mediante concordância básica com esse programa e captação para o partido apenas dos elementos mais avançados da classe trabalhadora e da vanguarda que a compõe. Esse centralismo deveria se refletir em todas as intervenções públicas externas deste partido. Apesar de parecer restritivo e anti-democrático, o centralismo se contrapunha com uma característica interna democrática, na qual a disputa entre diferentes tendências era livre pelo controle da linha geral do partido em seus congressos, fóruns e plenárias. Uma vez decidida a posição de maioria dentro do partido, entretanto, todos os seus membros (mesmo os de minoria) devem defender publicamente apenas a concepção dominante. Esse tipo de funcionamento é aquele que serve para melhor combater a influência de ideologias burguesas e pequeno-burguesas entre a classe operária, evitando conflitos de pontos de vista partidários fora dos fóruns do partido.
Como na maioria dos períodos anteriores à Revolução este partido não representaria a opinião da maior parte da classe operária e seria composto sempre por uma ínfima parcela desta, era necessário intervir em inúmeros meios de debate, lutas por reformas e outras oportunidades que possibilitassem ao partido influenciar a consciência das classe para a Revolução. Essa tática ganhou o nome de frente única e geralmente reúne tanto o partido revolucionário quanto os partidos reformistas como os da social-democracia. Nesses campos, o partido leninista disputa a liderança dos trabalhadores com outras linhas políticas, o que também lhe permite recrutar novos membros. Dentre algumas frentes únicas estão os sindicatos, as eleições do Estado burguês e mesmo os sovietes(conselhos operários) que em momentos revolucionários são a forma operária de exercer o poder de Estado.

## Autodeterminação nacional
Lenin reconheceu e aceitou a existência do nacionalismo entre os povos oprimidos, defendendo os seus direitos nacionais à autodeterminação, e se opôs ao chauvinismo étnico da "Grande Rússia", porque tal etnocentrismo era um obstáculo cultural ao estabelecimento da ditadura do proletariado nos territórios do deposto Império Russo Czarista. Na sua obra Direito das Nações à Autodeterminação (1914), Lênin citou:
As filosofias internacionalistas do bolchevismo e do marxismo são baseadas em luta de classes que transcende o nacionalismo, o etnocentrismo e religião, que são obstáculos intelectuais à consciência de classe, pois as classes dominantes burguesas manipulam o cultural status quo para dividir politicamente a proletária classe trabalhadora. Para superar a barreira política do nacionalismo, Lênin disse que era necessário reconhecer a existência de nacionalismo entre os povos oprimidos, e para garantir a sua independência nacional, como o direito de secessão, e que, com base na autodeterminação nacional, era natural que Estados socialistas transcendessem o nacionalismo e formassem uma federação.

## Principais características
Dessa forma, as principais características do leninismo podem ser resumidas a seguir:
1. Polêmica com a ala "economicista" da social democracia, a partir da defesa de uma intervenção no movimento de massas que fosse além das demandas econômicas, pois só assim a consciência do proletariado poderia atingir caráter revolucionário;
2. Defesa de um partido que interviesse de maneira centralizada em todos os espaços de discussão e militância do proletariado (o centralismo democrático);
3. Compreensão da fase Imperialista do capitalismo como sua época de decadência (teoria do desenvolvimento desigual)
4. As consequências práticas dessa época para o caráter da revolução nos países de industrialização tardia e hiper-tardia (desenvolvidas em 1917, nas Teses de Abril).

Tanto o ponto "1" como o "2" foram levantados por Lenin no II Congresso do Partido Operário Social-Democrata Russo (POSDR), em 1903. Foi nesse congresso que se deu o histórico "racha" do POSDR nas frações menchevique (minoritária, representada pela ala que perdeu o debate encabeçado por Lenin) e bolchevique (majoritária, representada pela ala vitoriosa). Esses dois pontos caracterizaram um importante avanço para o marxismo e foi a defesa dos mesmos que permitiu que os bolcheviques não se degenerassem em 1914 em uma corrente "social-nacionalista", como ocorreu com boa parte da social-democracia.

## Críticas
Em A Questão das Nacionalidades na Revolução Russa (1918), Rosa Luxemburgo criticou os bolcheviques e suas políticas por: sua supressão da Assembléia Constituinte de Toda a Rússia (janeiro de 1918); a partição das propriedades feudais para as comunas camponesas; e o direito à autodeterminação de todos os povos nacionais da Rússia. Como marxista, Luxemburgo disse que os erros estratégicos (geopolíticos) dos bolcheviques criariam grandes perigos para a Revolução Russa, como a burocratização que surgiria para administrar o país de grande porte que era a Rússia bolchevique. Em defesa dos expedientes da prática revolucionária, em Esquerdismo, Doença Infantil do Comunismo, Lenin criticou os pontos políticos e ideológicos de críticos anti-bolcheviques que reivindicavam posições ideologicamente corretas que estavam à esquerda.
Na filosofia marxista, o termo esquerda comunista identifica uma série de perspectivas políticas comunistas que são a esquerda entre os comunistas. O comunismo de esquerda critica as ideias políticas que o Partido Bolchevique praticou em certos períodos de sua história como um partido revolucionário de vanguarda. Ideologicamente, a perspectiva da esquerda comunista é apresentada como mais autenticamente marxista e orientada ao proletariado do que a ideologia leninista da Internacional Comunista, em seus primeiros congressos (1919) e segundo (1920). Os defensores da esquerda comunista incluem Amadeo Bordiga, Herman Gorter, Anton Pannekoek, Otto Rühle, Sylvia Pankhurst e Paul Mattick.
Noam Chomsky ("The Soviet Union Versus Socialism", 1986) disse que o stalinismo não era um desvio ideológico das políticas de Lenin, mas uma extensão lógica do leninismo. O modelo soviético resultante do comunismo na Rússia apresentava um sistema político que organizava o trabalho pela coletivização e aplicava a lei com um estado policial, continuamente apoiado com uma ideologia política totalitária.